# Renskötsel

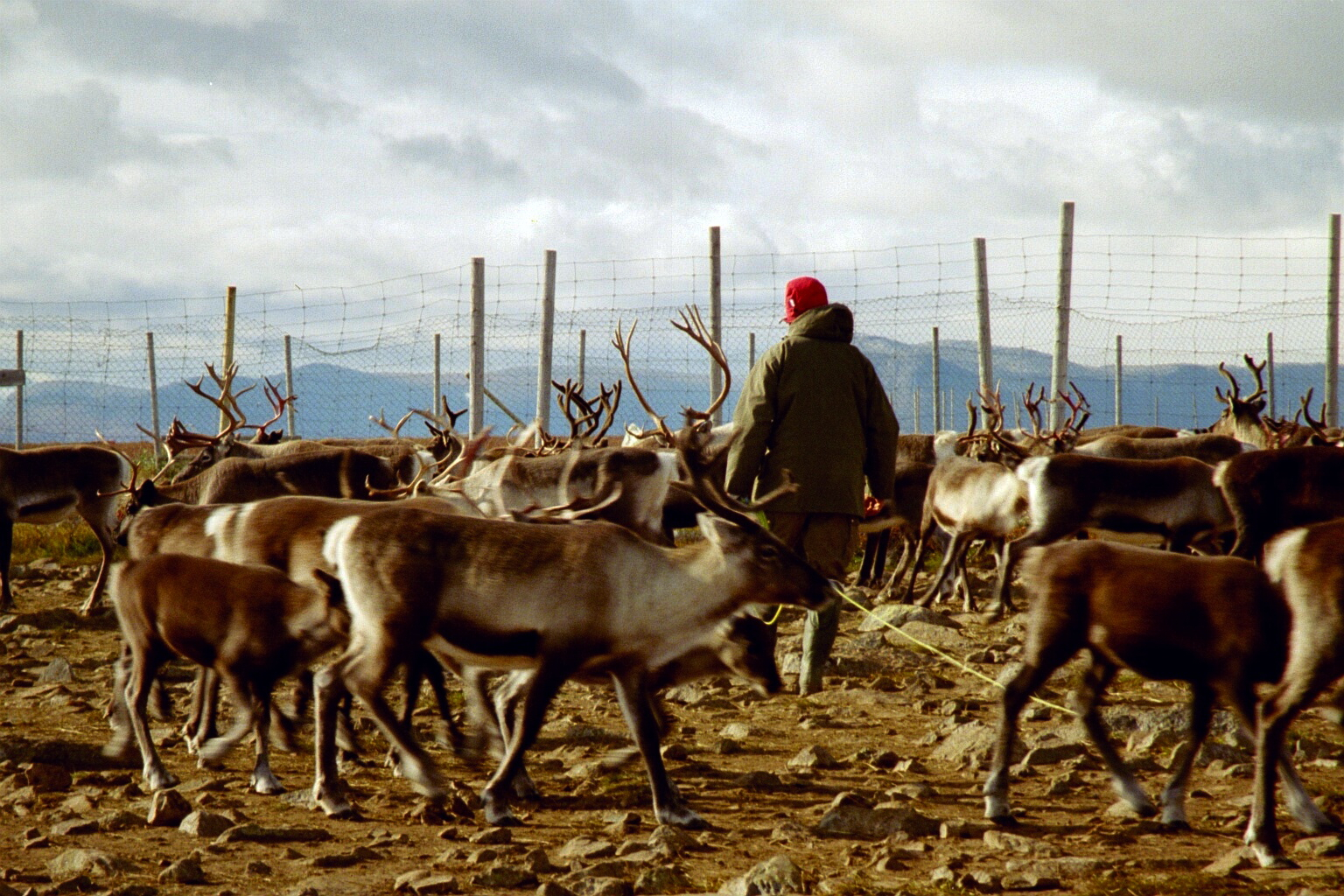
Renskötsel i Sverige.

Renskötsel är att äga och kontrollera tama eller halvvilda renar och att använda dem för sin försörjning, exempelvis genom att tillvarata mjölk, kött och skinn eller genom att använda renarna som drag- eller lastdjur eller som lockdjur vid vildrensjakt. Renskötsel utövas oftast som en areell näring över stora områden men kan också bedrivas inom inhägnader.
Renskötsel har bedrivits i hundratals, kanske tusentals år inom Eurasien och har i sen tid införts även till Nordamerika och Grönland.

## Domesticering och tämjning
Beteckningen renskötsel består i själva verket av flera olika sätt att utnyttja renen vilka inneburit olika grader av domesticering.
- Renen används för att få kött, skinn och andra slaktprodukter. Djuren behöver inte tämjas, utan det räcker med att de vänjer sig vid att människan rör sig i närheten.[1]

- Renen används som mjölkdjur. Under sommaren hålls renkorna samlade, fångas in och mjölkas. Detta förutsätter en betydligt högre grad av tamhet än om renen bara är ett slaktdjur.[1]

- Renen används som transportdjur. Varje enskild renindivid måste tämjas och vänjas vid att köras, ridas eller klövjas. Språkforskaren K.B. Wiklund, som skrev en av de tidigaste översiktliga artiklarna om renskötselns uppkomst, har framhållit att det endast i detta fall blir fråga om en verklig tämjning. Han har också påpekat att samerna använder det nordiska lånordet tapmat, "att tämja", bara om inkörning av renar, inte för att tala om tamrenar i motsats till vildrenar.[1]

Olika renskötande folkslag har i olika utsträckning utnyttjat renen för dessa olika ändamål. Dessutom har renar använts som lockdjur genom att de fångats in och vants att gå i band för att jägare ska kunna locka till sig vildrenar.

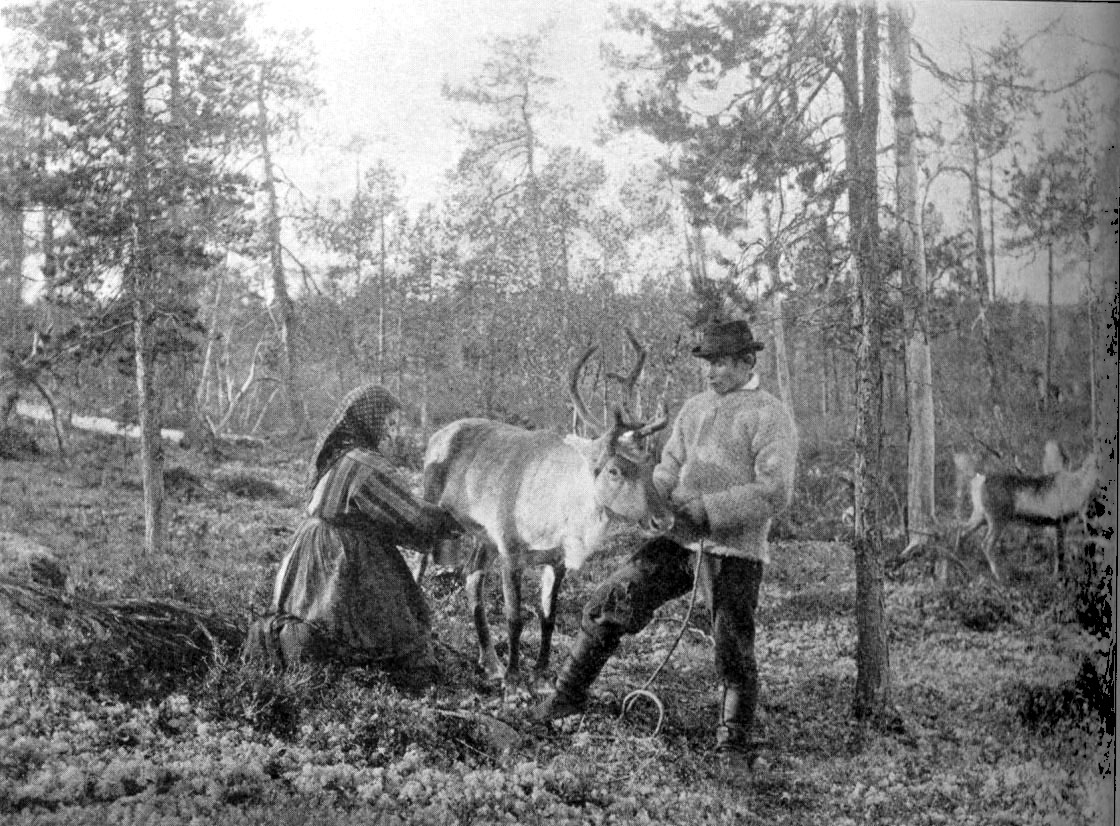
Mjölkning av ren i Sør-Varanger.
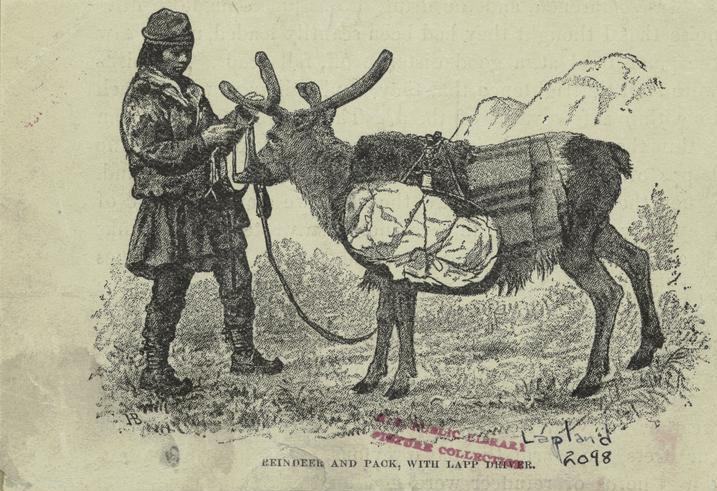
Ren med klövjebörda inom samiskt område.
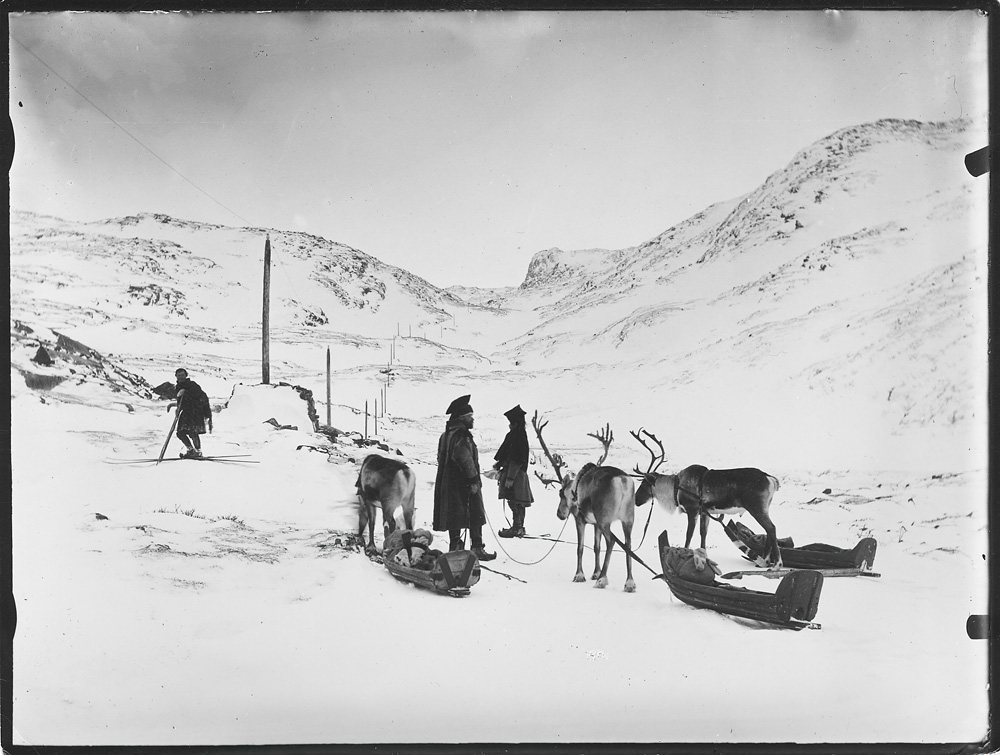
Renar med samiska, båtformade slädar (ackjor).
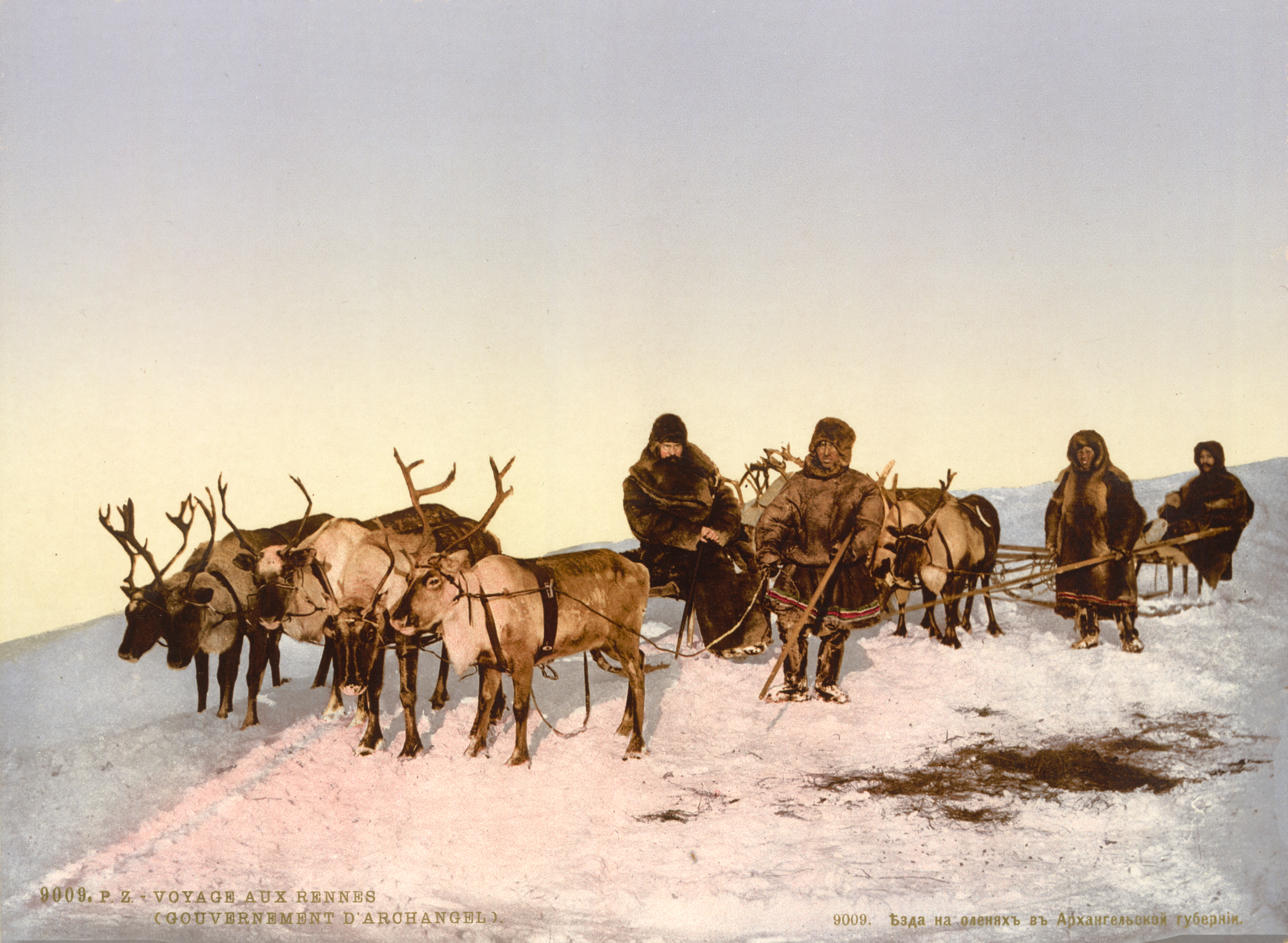
Renar med sibiriska slädar i Archangelsk oblast.
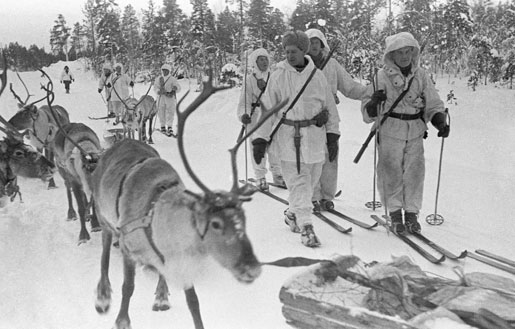
Renar som dragdjur under finska vinterkriget.
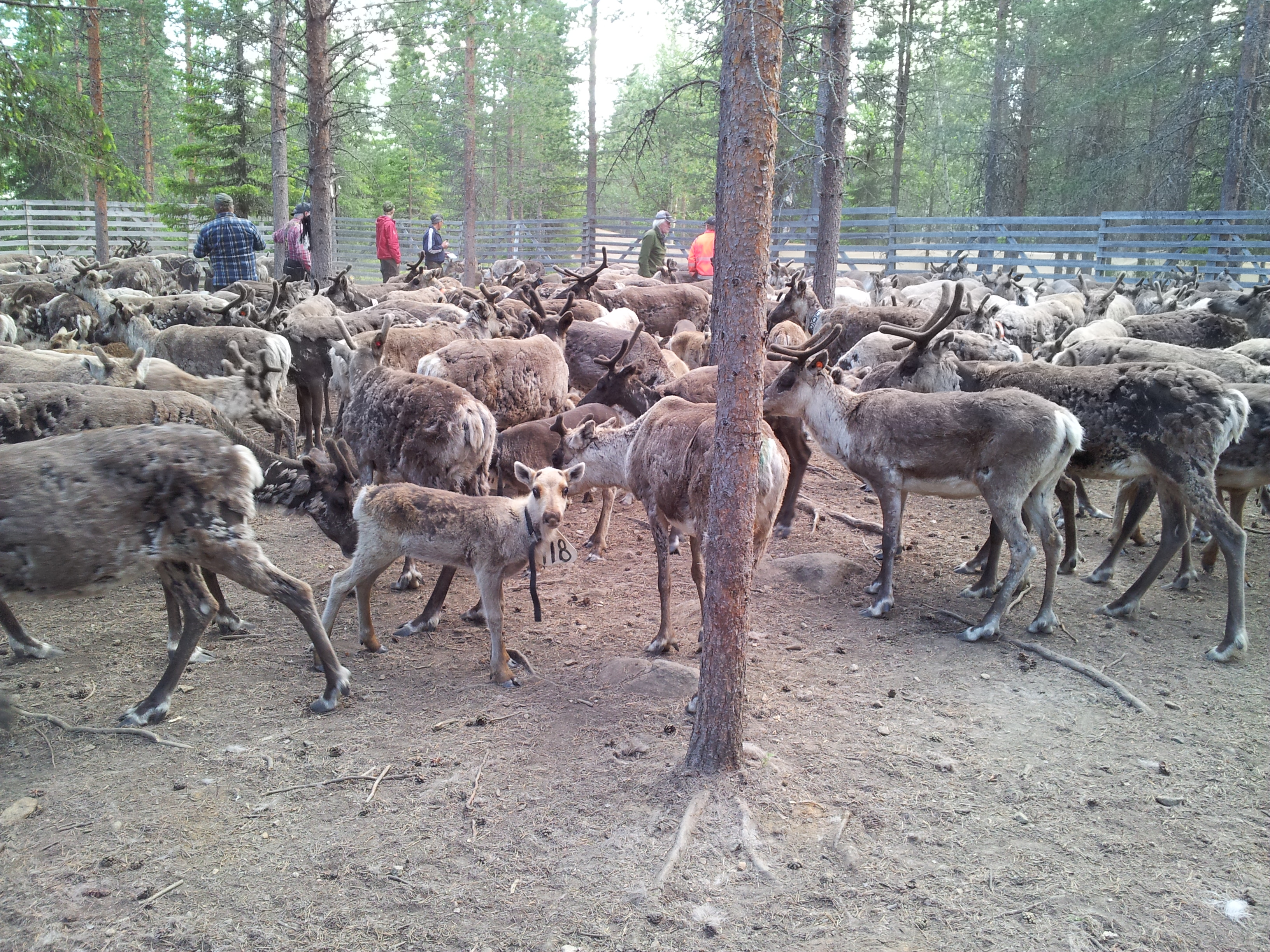
Renskiljning i Pirttijärvi samebys regi.

## Utbredning

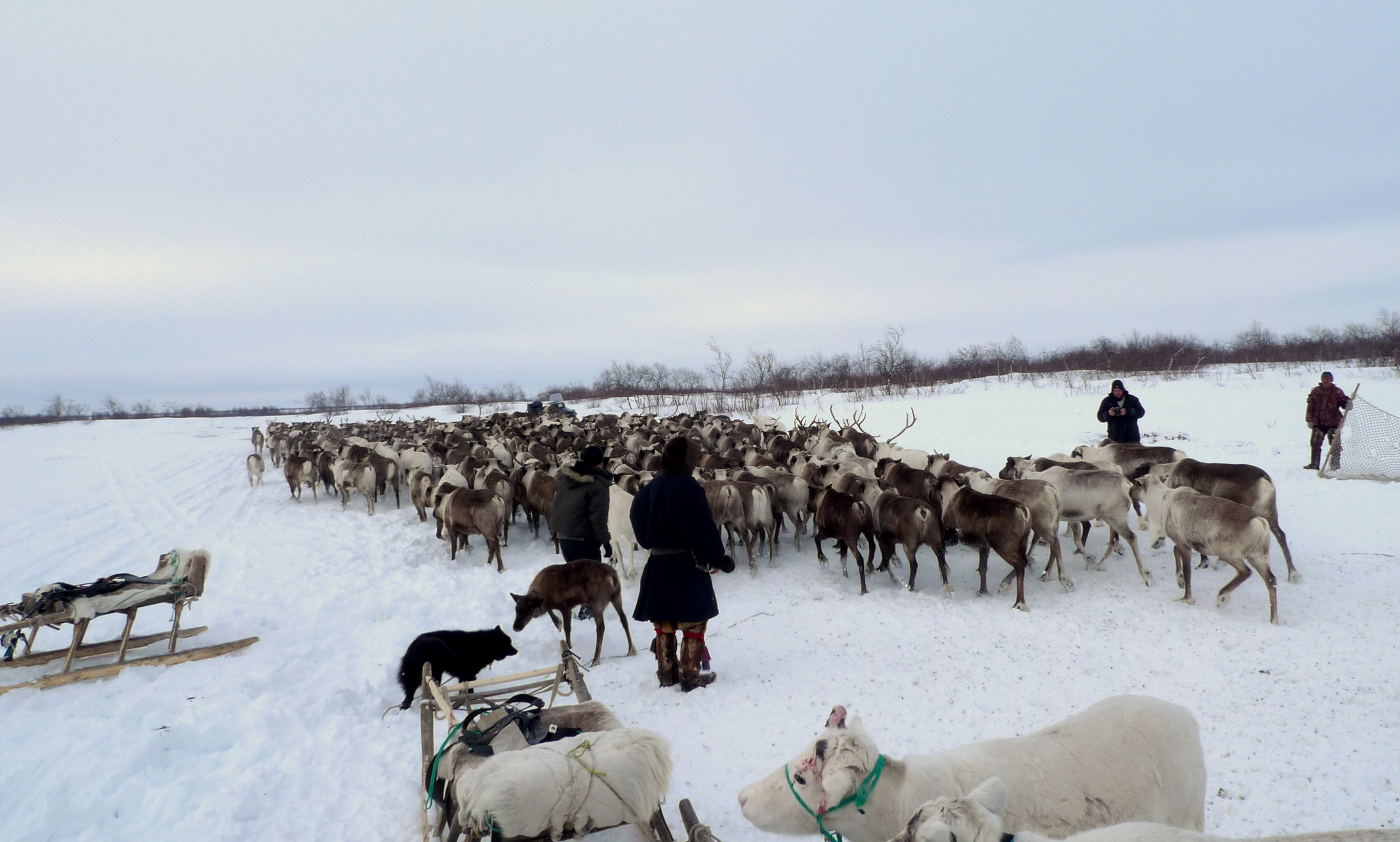
Renhjord och renslädar i Narjan-Mar i Nentsien.

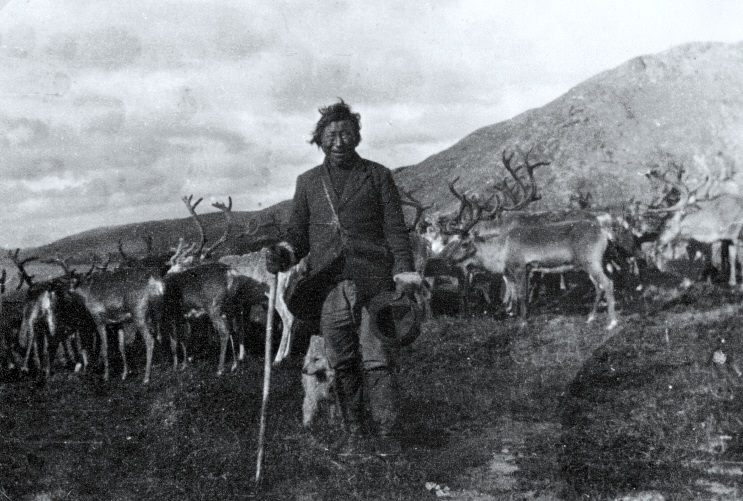
Renhjord i Amadjuak i Nunavut i norra Kanada 1922, där renskötseln införts i sen tid.

Renskötsel förekommer eller har traditionellt förekommit hos en mängd folkslag inom den eurasiatiska kontinentens taiga och tundra, från Tjuktjerhalvön i nordöstligaste Sibirien till den norska Atlantkusten i väster. Från öster till väster har renskötsel traditionellt bedrivits under följande former:
- Tjuktjerna och korjakerna har haft stora renhjordar för att försörja sig med mat och kläder. Dessutom har renen använts för att dra slädar, men inte till klövjning eller ritt. Mjölkning har inte förekommit. Renskötseln har bedrivits på tundran.[1]

- Jukagirerna har haft ett fåtal renar som drag- och klövdjur vid flyttningar. Huvudsakligen har de levt på jakt och fiske.[1]

- Evenkerna (tunguserna) har i relativt sen tid spritt sig norrut mot tundran där de börjat utöva en renskötsel som liknar tjuktjernas och samojedernas. Tidigare levde de i skogslandet där de hade ett litet antal renar som användes till klövjning och ritt, däremot inte som dragdjur. Mjölkning förekom också och spelade en rätt stor roll för hushållningen.[1]

- Sojoterna, karagasserna och kamasserna i Sajanbergen väster om Bajkalsjön använde renen endast som transport- och mjölkdjur och hade följaktligen endast mycket små renhjordar. Ekonomin var huvudsakligen grundad på jakt.[1]

- Samojederna (nentser, nganasaner och selkuper) som lever på tundran har haft renen både som slaktdjur och som dragdjur för slädar. Renen har däremot inte använts som klövje- eller riddjur och har heller inte mjölkats.[1]

- Samerna har i varierande utsträckning använt renen som slaktdjur, dragdjur och klövjedjur. Inom västsamiskt område har renmjölkning förekommit.[1]

Från och med slutet av 1800-talet har renskötseln införts även till Alaska, Kanada och Grönland.

## Uppkomst
I en mosse i Saarijärvi i Finland har man hittat delar av en stor släde av cembratall, ett trädslag som inte förekommer väster om Uralbergen. Det har antagits att släden, som daterats till att vara omkring 4 000 år gammal, måste ha dragits dit av renar. Släden skulle i så fall vara det tidigaste belägget för att renar använts av människan . Det har dock länge ifrågasatts både att släden kommit ända från Uralbergen och att dragdjuren måste ha varit renar.

### Renskötsel hos sibiriska folk

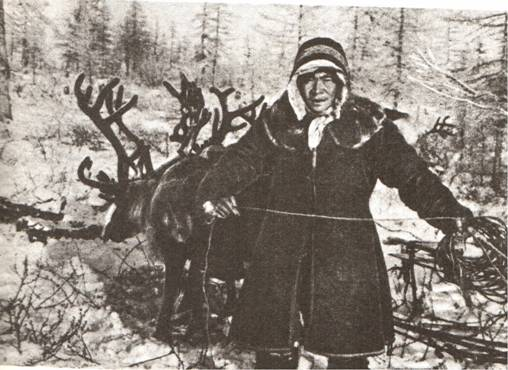
Dolgan med ren vid 1900-talets början.

Redan Marco Polo nämner att det i trakten av Bajkalsjön fanns en stam som ägde renar och använde dem som riddjur. Detta bekräftas av ännu äldre kinesiska källor.
Flera ryska forskare har diskuterat renskötselns uppkomst hos de sibiriska folken. De verkar vara eniga om de flesta renskötande folk tidigare varit renjägare. Så började man hålla ett fåtal tamrenar, dels för transporter, dels för att använda som lockdjur vid vildrensjakt. När det gäller nentserna anser den ryske forskaren Igor Krupnik att deras mer storskaliga renskötsel växte fram under 1700-talet, men att jakt och fiske förblev de viktigaste näringarna fram till mitten av 1800-talet, då renskötseln tog över helt. Orsaken till detta skifte skulle ha varit en kraftig nedgång av antalet vildrenar. En fullt utvecklad rennomadism blev sedan dominerande under andra halvan av 1800-talet.

### Renskötsel hos samer

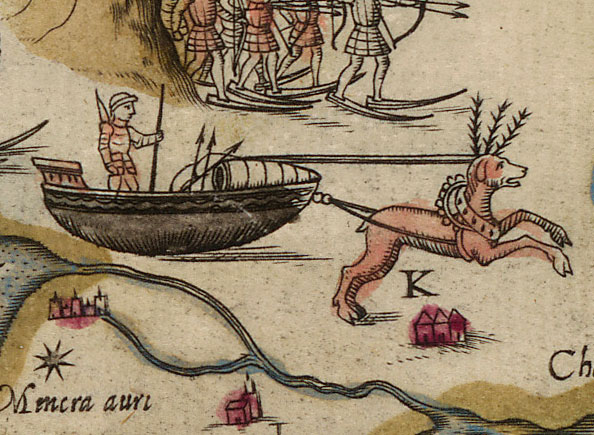
En ren som används som dragdjur avbildas på Olaus Magnus Carta Marina från 1572.

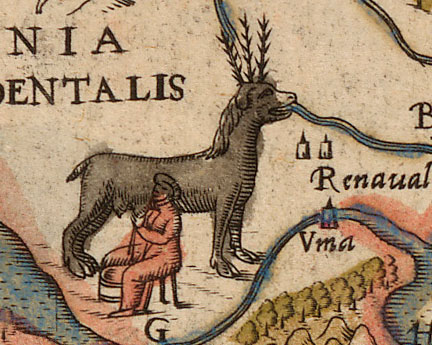
Renmjölkning på Olaus Magnus Carta Marina från 1572.

När det gäller den samiska renskötselns uppkomst brukar stormannen Ottars berättelse framhållas som ett belägg för att domesticerade renar fanns redan på 800-talet. Ottar ska nämligen ha sagt (i Arthur O. Sandveds norska översättning) att han hade ”seks hundre usolgte tamme dyr. Disse dyrene kaller de reinsdyr. Seks av dem var lokkerein. De er meget kostbare bland finnene, fordi de fanger ville reinsdyr med dem.”  Det har antagits att Ottars 600 tama renar var i samers vård och att samerna således bedrev renskötsel redan på 800-talet. Etnologen Phebe Fjellström har framhållit att det troligen rörde sig om en renskötsel där renarna sågs som slaktobjekt, vilket innebär att de inte behövde vara tama utan hölls som halvvilda.
Historikern Lennart Lundmark har emellertid påpekat att Ottars berättelse inte ger belägg för något annat när det gäller samerna än att de bedrev jakt med lockren. Han är ändå inte främmande för tanken att de 600 renarna kan ha ägts av samer och att Ottar ansåg sig ha rätt till dem i kraft av sin rätt att ta upp skatt.Med tanke på det stora antalet fångstgropar som finns från tidig medeltid när någon nybyggaraktivitet ej förekom i renskötselområdet måste det följaktligen ha varit samer som bedrev vildrensjakt och ej renskötsel.
Bristen på historiska källor gör det svårt att en gång för alla avgöra frågan om när renen domesticerades. Pollenanalytiska studier av torvprover från myrar nära skogssamiska boplatser i Arvidsjaurs och Gällivare kommuner har dock på flera platser givit indikationer på att små renhjordar har samlats på renvallar från och med järnåldern och medeltiden. Det rör sig då om en mycket småskalig renskötsel.
Under 2000-talet har även genetiska analyser använts för att kasta ljus över frågan om renens domesticering. Vid analyserna har renben från arkeologiska fyndplatser i Finnmarken jämförts med material från nutida renar, såväl vilda som tama. Forskarna har då kunnat se att en ny typ av ren uppträdde inom området under senmedeltiden, efter år 1500. Denna ren stod genetiskt nära dagens fennoskandiska tamrenar men skilde sig markant från de renar som tidigare fanns i Finnmarken. Detta har tolkats som att någon domesticering av ren inte ägt rum inom Finnmarken, utan att tamrenar förts dit efter år 1500 från någon annan del av Norden.
Olaus Magnus, som besökte norra Sverige 1519, står för den första otvetydiga historiska beskrivningen av en utvecklad renskötsel. Han skriver i Historia om de nordiska folken (bok 17) att renarna är ”sina ägare till synnerlig nytta, nämligen genom mjölken, huden, senorna, benen, klövarna, hornen, håret och köttet, som är en god och fin spis. Somliga av befolkningen äga 10, 15, 30, 70, 100, 300 eller 500 renar, och dessa drivas av sina herdar till betena och tillbaka därifrån och instängas sedan för natten i fållor...” Bilder i boken och på Olaus Magnus Carta Marina visar både renar som mjölkas och renar som används som dragdjur. Dessa renar måste ha varit mycket tama för att kunna hanteras på ett sådant sätt. Phebe Fjellström menar den renskötsel som Olaus Magnus iakttog 1519 var så väl utvecklad att den torde ha uppkommit senast under 1400-talet. Att utnyttja renen som mjölkdjur är något som bara förekommit bland de västligare samerna, i Norge och Sverige. Samerna anses ha lärt sig att mjölka tamdjur och göra ost av nordborna, eftersom nästan alla termer som har med mjölkhantering att göra är nordiska lånord.

### Samernas övergång till helnomadism
Att samerna höll domesticerade renar under senmedeltiden är obestridligt. Innebär det också att de vid denna tidpunkt var helnomader, det vill säga att de ständigt var på rörelse för att föra sina hjordar till lämpliga betesmarker? Detta är mer omstritt. Att fjällsamerna under andra halvan av 1600-talet flyttade mellan sommarbetesmarker på kalfjället och vinterbetesland i skogen, och att de var helt och hållet beroende av vad renarna gav, det framgår av samtida historiska källor. Men när hade denna livsstil uppstått? Det faktum att ”fjällappar” nämns i skattelängder från mitten av 1500-talet har anförts som belägg för att helnomadism förekom redan då, bland annat av språkprofessorn K.B. Wiklund. Historikern Lennart Lundmark har emellertid påpekat att så inte behöver ha varit fallet, eftersom ”fjällappar” i skattesammanhang även kan avse samer som skattade till både Norge och till Sverige. Lundmark menar att rennomadismen visar sig i källmaterialet först i början av 1600-talet och kopplar samman detta med den ekonomiska kris som dessförinnan drabbat Lappmarken till följd av statliga åtgärder. Eftersom samerna hade ett mindre antal tamrenar redan tidigare kunde rennomadismen utvecklas på bara några decennier. Denna ståndpunkt har avvisats av bland andra Phebe Fjellström, som menat att redan den intensiva renskötsel som beskrevs av Olaus Magnus bedrevs som en nomadiserande livsform.
När det gäller skogssamernas renskötsel, som aldrig har inneburit flyttningar upp till kalfjället, har arkeologen Kjell-Åke Aronsson genom pollenanalyser kunnat konstatera en tydligt ökande påverkan på vegetationen under 1700-talet och tolkat detta som att det var då mer storskalig renskötsel utvecklades i skogslandet. Historikern Bertil Marklund har kommit fram till ungefär samma sak när det gäller skogssamerna i Malå kommun genom att studera historiska källor. Han menar att utvecklingen mot rennomadism, med flyttningar till vinterbeten i kustlandet, inleddes under årtiondena runt 1750.

## Metoder

### Intensiv och extensiv renskötsel

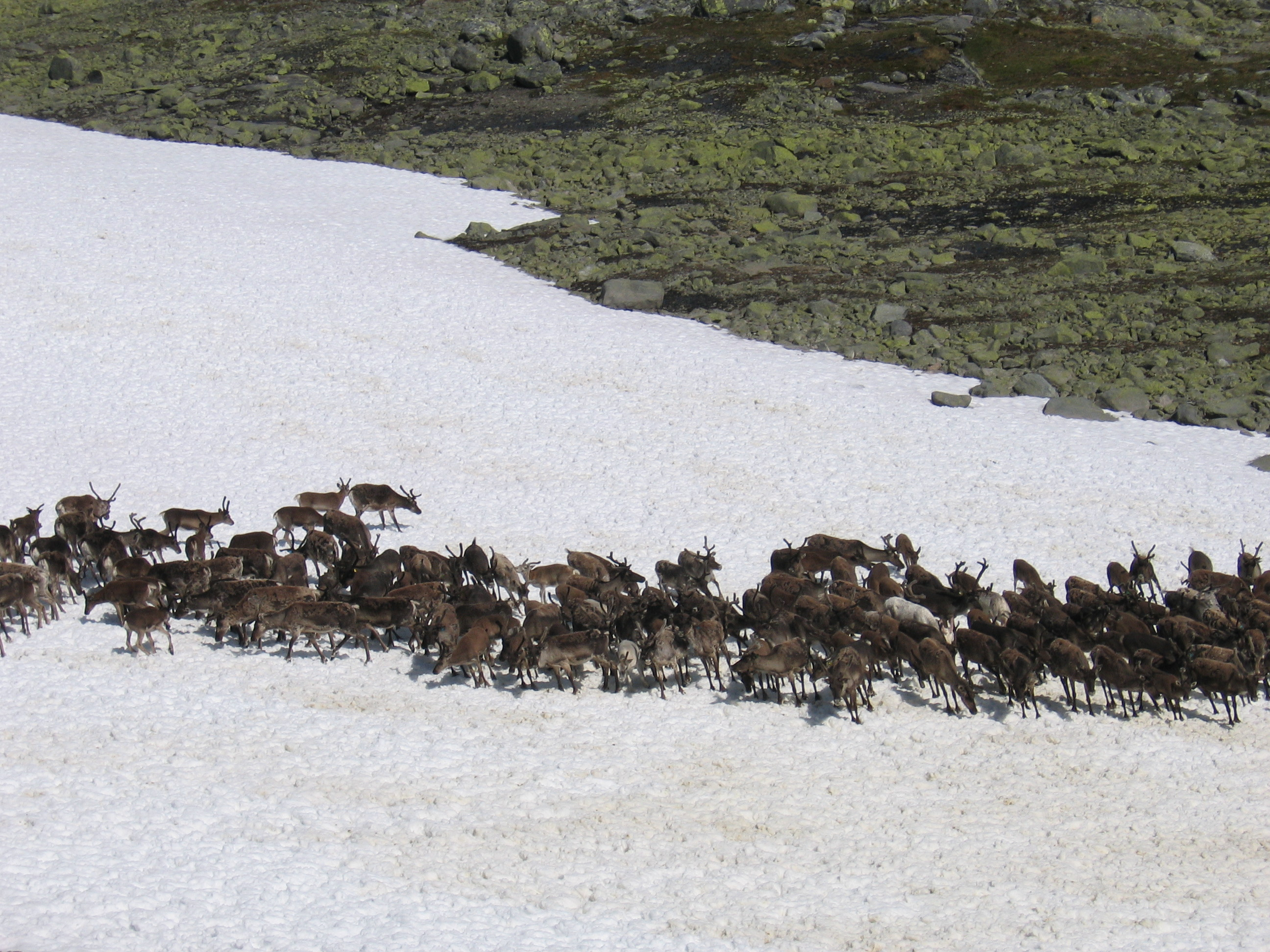
Vid extensiv renskötsel lämnas renarna ifred under långa perioder, särskilt under sommaren. Här en renflock på Kvaløya i Norge.

Man skiljer ofta mellan intensiv och extensiv renskötsel. Vid intensiv renskötsel har renskötaren ständigt kontroll över hjorden, som hålls väl samlad. Renarna blir tama och lätthanterliga. Vid extensiv renskötsel får hjordarna sprida ut sig över större områden och bevakas på håll för att inte skingras. Renarna blir då inte lika vana vid närkontakt med människan.
De olika formerna av renskötsel hänger i stor utsträckning samman med en inriktning mot antingen mjölkproduktion eller köttproduktion. I den renskötsel som är inriktad mot mjölkproduktion måste renarna sommartid samlas dagligen och hjordarna måste vara små. Det går inte att mjölka renarna om de inte är någorlunda tama, varför skötseln är intensiv under merparten av året. När renskötseln inriktas mot köttproduktion har man i allmänhet större hjordar som inte behöver hållas tätt samlade. Perioder då renskötarna arbetar intensivt med hjorden omväxlar då med perioder när renarna sköter sig själva, går "i vildan". I Finnmark fylke har samerna länge bedrivit sommarextensiv renskötsel i och med att renarna kunnat beta på naturligt avgränsade halvöar och öar. Detta har haft fördelen att renarna varit mindre drabbade av infektionssjukdomar. Olika kombinationer av mjölk- och köttproduktion har tidigare förekommit, men i våra dagar är en extensiv renskötsel med inriktning på köttproduktion regel.
I de sydligare delarna av det svenska renskötselområdet anses den extensiva renskötseln ofta ha införts av nordsamer i samband med tvångsförflyttningen av Karesuandosamer under 1900-talets första decennier. Så kan ibland också ha varit fallet, men utvecklingen mot en extensiv renskötsel hade redan inletts i söder när nordsamerna flyttade in och den skedde även i de samebyar som inte fick något tillskott norrifrån. Den extensiva renskötseln är betydligt mindre arbetskrävande än den intensiva och renarna blir dessutom friskare när de går fritt över större områden och när kalvarna får tillgodogöra sig all mjölk, varför förändringen troligen skulle ha skett även utan tvångsförflyttningen.

### Renvallning med hund

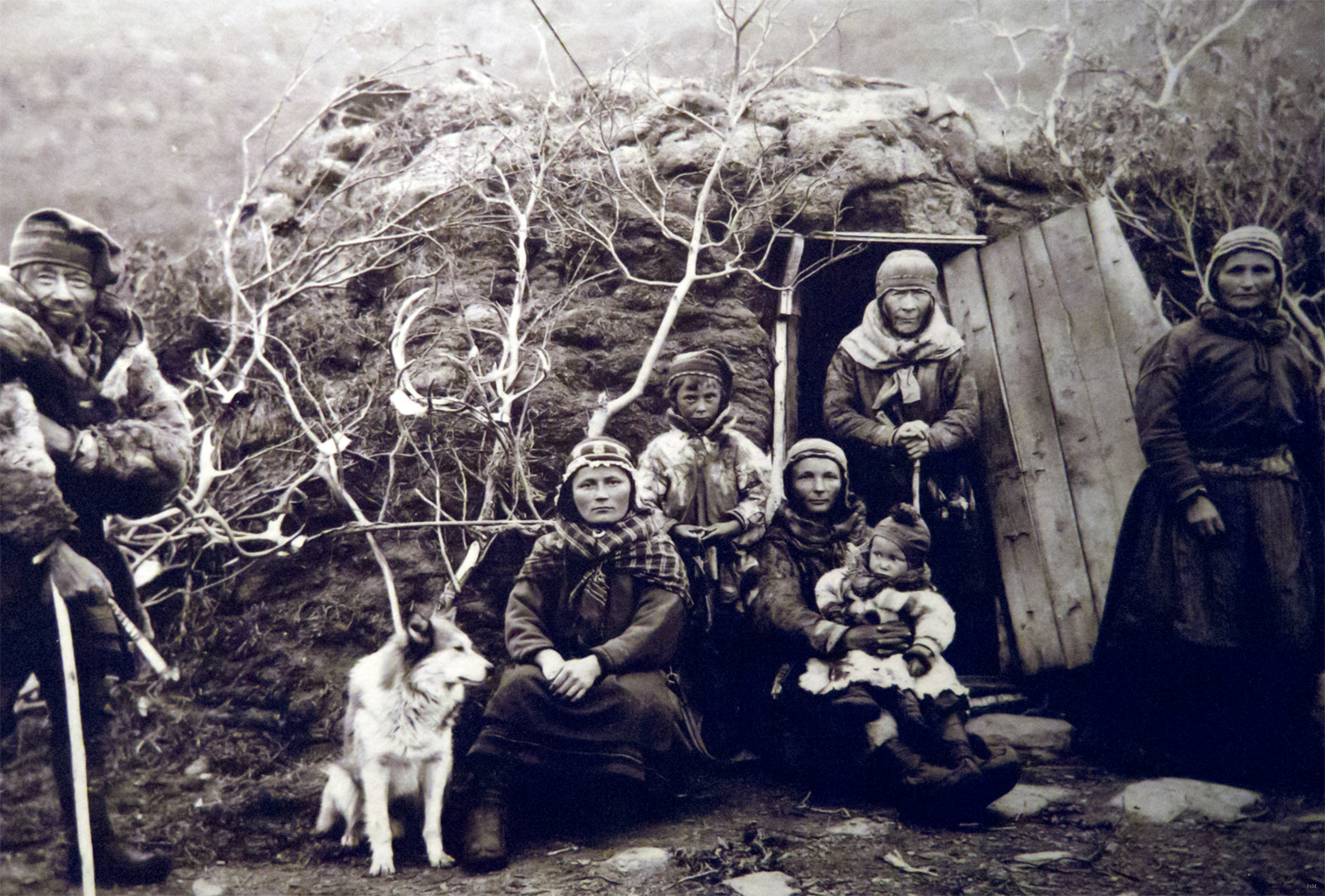
Samisk familj med lapphund.

Samerna har sedan urminnes tider haft lapphundar, som troligen kom med dem till Fennoskandien på den tid då samerna var ett fångstfolk som levde av jakt och fiske. När samerna började ägna sig åt renskötsel blev hundens huvudsyssla renvallning. Detta arbete har fem huvudsakliga moment: 
1. Hunden skickas iväg
2. Hunden driver på hjorden bakifrån
3. Hunden håller och bevakar en av hjordens kanter
4. Hunden springer iväg och driver tillbaka renar som givit sig av från hjorden
5. Hunden återvänder till renskötaren

Kommandon ges med rop och ibland gester men däremot inte visslingar. Hunden uppmanas att fortsätta med upprepade rop och hejdas med namnet samt ett bestämt kallelserop.

### Kastrering
Till drag- eller lastdjur används oftast hanrenar, eftersom renkor, utom stora gallkor, i allmänhet är för små. Hanrenar är emellertid svåra att hantera och under brunsten direkt farliga. Överallt där renar används som drag- eller lastdjur brukar man därför använda kastrerade hanrenar. Kastreringen har inom hela det traditionella eurasiatiska renskötselområdet skett med samma metod, nämligen genom bitning, varefter testiklarna krossas och mals sönder med fingrarna.
Inom samiskt område har kastrering genom bitning konkret utförts genom att renen lagts omkull på ena sidan. Den person som ska genomföra kasteringen sticker in huvudet bakifrån mellan renens bakben, fattar med handen om punghalsen så att huden sträcks och sätter därefter ett kraftigt bett tvärsöver vardera testikel, ungefär på mitten. Då brister bindvävskapseln kring testikeln, Tunica albuginea, och i allmänhet även det lager som kallas för Tunica vaginalis. Bitestikeln brukar också krossas. Efter bettet masseras testikelvävnaden ut i pungsäcken. Till skillnad från vid kastrering med kniv förblir huden oskadad varför infektionsrisken är liten. Dock får renen ett omfattande och blodigt ödem som orsakar en mycket kraftig svullnad kring pungen under närmare två veckor.
I Sverige är det sedan 1965 förbjudet att kastrera renar som är mer än 4 månader gamla på något annat sätt än med tång. Med detta redskap angrips inte testiklarna direkt. I stället krossas sädesledarna samt de blodkärl som för blod till och från testiklarna, så att testiklarna förstörs genom brist på blod.
Inom modern renskötsel är det mycket ovanligt att renar används som drag- eller lastdjur. Kastrering förekommer ändå i viss utsträckning – en svensk utredning uppskattade antalet till 20 per sameby och år. Ett av motiven till detta är att man vill spara en del handjur för att slakta dem under senhösten och vintern, utan att de förlorar sitt sommarhull under brunsten. Ett annat motiv är att man behöver ledarrenar med skälla. Renen som leder kan inte vara en okastrerad rentjur, sarv, eftersom dess hals sväller så kraftigt under brunsten att den inte kan bära skälla.

## Renskötsel i Sverige

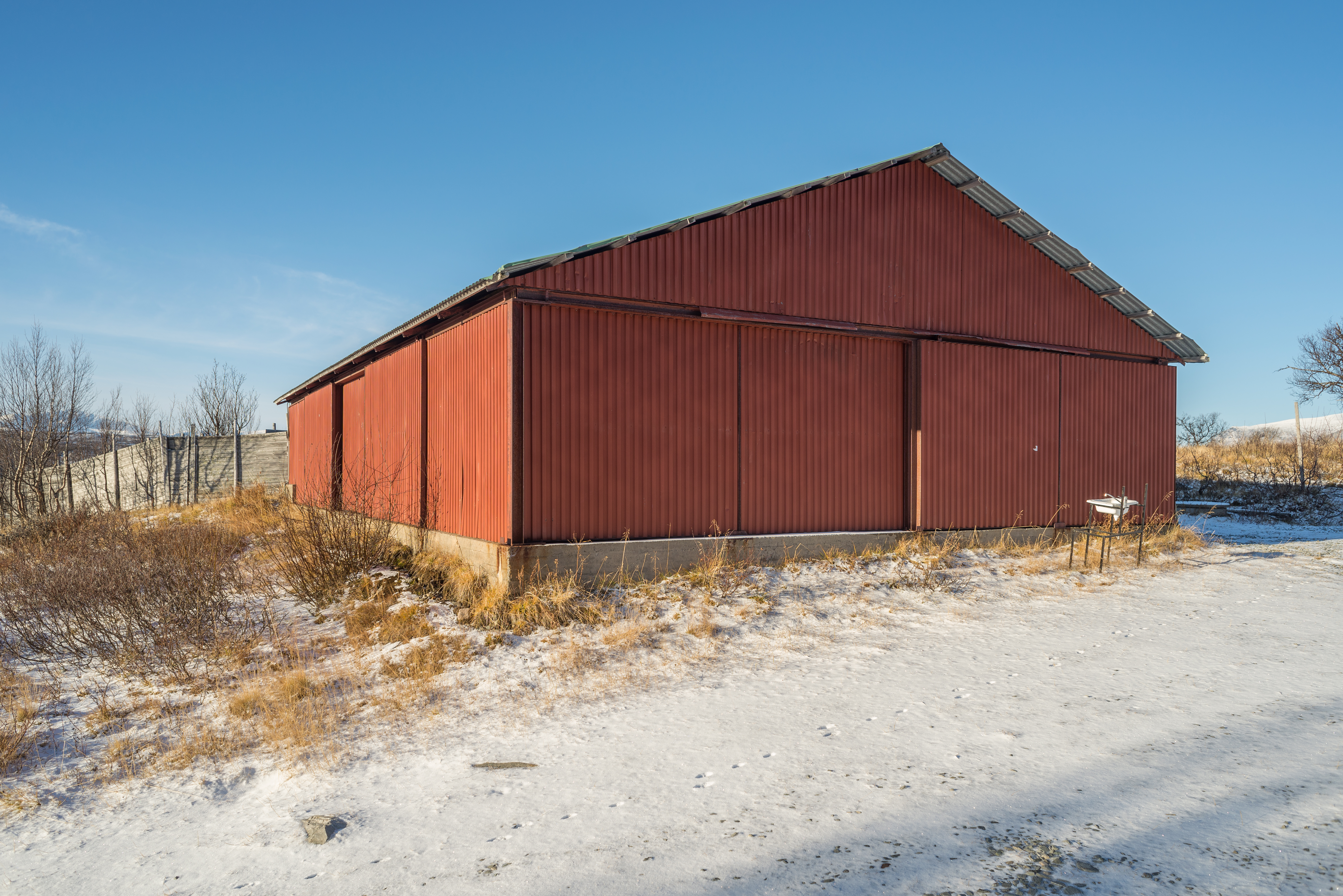
Renslakteri i Ljungris, Härjedalen.

I Sverige innebär renskötselrätt rätt till renbete, jakt och fiske. Rätten till renskötsel omfattar omkring 30 procent av Sveriges yta, från Idre i söder till Karesuando i norr. 
Den svenska lagstiftningen (rennäringslagen) begränsar renskötseln till dem som är medlemmar i någon av Sveriges 51 samebyar. Samerna erkänns som urfolk i Sverige, och i grundlagens inledande kapitel, RF 1 kap. 2§ st.6, stadgas att ”Samiska folkets och etniska, språkliga och religiösa minoriteters möjligheter att behålla och utveckla ett eget kultur- och samfundsliv ska främjas.” Att den svenska staten erkänt samerna som urfolk är av stor betydelse, då urfolksstatusen ger ett rättsligt skydd för rennäringen. När Sverige gick med i EU skrevs en permanent bestämmelse om samernas ensamrätt till renskötsel i traditionella samiska områden. Därmed har de grundläggande principerna för samernas traditionella ensamrätt till att bedriva rennäring också ömsesidigt bekräftats av medlemsländerna i fördraget med EU. 
Inom varje sameby finns ett varierande antal renskötselföretag och varje företag består i sin tur av en eller flera renägare. År 2010 fanns det i Sverige 4 686 renägare (2 883 män och 1 803 kvinnor), verksamma inom 952 renskötselföretag. Ofta samarbetar flera familjemedlemmar eller släktingar inom ett gemensamt företag. Idag har ett drygt hundratal (105 stycken eller cirka 2,3 procent av totalt cirka 4 600 ) renägare fler än cirka 400–500 renar, vilket enligt Sametinget anses vara undre gräns för avkastning/lönsamhet som en familj/renföretag kan leva på. Drygt 85 procent av renföretagen har mindre än 100 renar och majoriteten av dessa har färre än 50 renar. Beträffande renskötselrättigheternas omfattning, diskuteras rimligheten i att renskötare med väldigt få renar som mer liknar hobbyverksamhet, och i huvudsak förvärvsarbetar inom exempelvis industri eller sjukvård, skall ha samma rättigheter/ekonomiskt stöd, som renskötare som helt lever av sin renskötsel. Rennäringsföretagens inkomster fördelar sig väldigt jämnt mellan försäljning av renkött och andra viltprodukter, försäljning av fisk och annat vilt, samt inkomster från tjänst. Mer än 95 procent av renägarna är för sin överlevnad helt beroende av annan förvärvsverksamhet i näringslivet än enbart renskötsel. Rennäringens årliga inkomster ligger ganska stabilt runt 50 miljoner kronor per år från köttförsäljning, 10 miljoner från Sametingets (tidigare Statens jordbruksverk) prisstöd, runt 30 miljoner per år i rovdjursersättning samt några miljoner till ansökta utvecklingsprojekt, utöver de 50 miljoner kronor som företagen tjänar på andra tjänster. 
Utgifterna till rovdjursersättning kan tyckas höga men en svensk forskningsstudie från SLU konstaterade år 2012 att det var utom allt rimligt tvivel att nuvarande ersättningsnivåer till samebyarna för björnpredation var för låg i förhållande till värdet på de faktiska skadorna. I en vintergrupp i Gällivare skogssameby, som ingått i forskningsprojektet, dödar de 58 björnar som enligt spillningsinventeringen finns i området upp mot 628 renkalvar per år. Med ett genomsnittligt slaktvärde på 1500 kr per renkalv uppgår värdet av de björndödade renkalvarna således till 942 000 kr per år bara i den vintergruppen som utgör en fjärdedel av Gällivare skogssameby. Gruppen får årligen 15 000 kr i statlig ersättning för björnskador på ren. Vilka kostnader övriga rovdjur medför ingick inte i studien. 
Rennäringslagstiftningens uppdelning i renskötande och icke-renskötande samer har lett till konflikter inom den samiska befolkningen. Lagen begränsar också utövandet av rennäring till den som är av samisk härkomst, vilket är kontroversiellt eftersom det diskriminerar andra etniska grupper. 
I Sverige finns en kunglig medalj För omsorgsfull renvård som kan delas ut av regeringen till personer inom renskötseln.
| År   | Samebyar | Företag | Renägare | Renar   |
| ---- | -------- | ------- | -------- | ------- |
| 1994 | 51       | 972     | 4 746    | 283 841 |
| 1995 | 51       | i.u.    | 4 806    | 253 300 |
| 1996 | 51       | i.u.    | 4 815    | 240 951 |
| 1997 | 51       | 943     | 4 698    | 238 567 |
| 1998 | 51       | 932     | 4 654    | 227 150 |
| 1999 | 51       | i.u.    | 4 522    | 220 107 |
| 2000 | 51       | 930     | 4 525    | 221 164 |

## Renskötsel i Norge
I Norge får renskötsel i princip endast utövas av personer som är av samiskt ursprung och vilkas familjer varit renskötare i sen tid. Omkring 2 700 samer är renskötare på hel- eller deltid och deras renantal uppgår till ungefär 200 000. Den samiska rennäringen utövas inom ett område som sträcker sig från Finnmark fylke i norr till Engerdal i Hedmark fylke i söder, ca 40 procent av Norges yta (140 000 km²). Näringen regleras av reindriftsloven.
Det norska renskötselområdet är indelat i sex renbetesområden (se även Reindriftsforvaltningen), vilka i sin tur är indelade i 90 renbetesdistrikt. 78 av renbetesdistrikten är sommar- och helårsdistrikt, medan tolv är distrikt för höst- och vinterbete eller konventionsområden för svenska renskötare. Renskötselns minsta enhet är driftsenheten, som utgörs av en enskild renägares hjord.
Söder om det egentliga renskötselområdet bedrivs inom fem mindre områden så kallad koncessionsrenskötsel av både samer och norrmän. Renskötseln är där beroende av markägarnas tillstånd och är organiserad inom fyra tamreinlag och ett renselskap. Tamreinlagen Lom, Vågå, Fram och Filefjell är verksamma inom fjällområdena i fylkena Oppland, Buskerud och Sogn og Fjordane. Rendal renselskap i Hedmark fylke bedriver inte renskötsel i vanlig bemärkelse, eftersom renarna jagas. Den norska koncessionsrenskötseln omfattar totalt ungefär 12 000 djur.

## Renskötsel i Finland

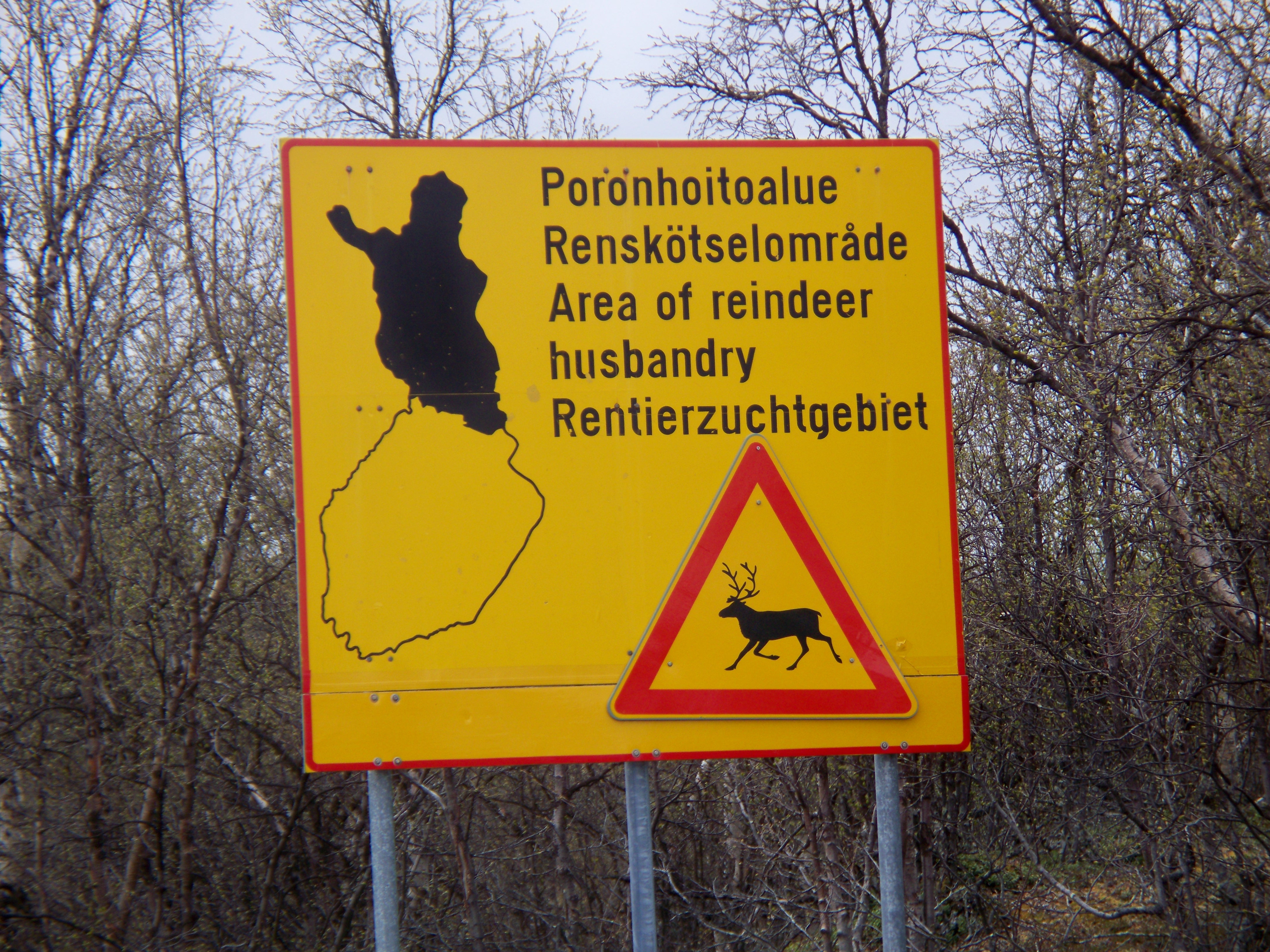
Det finländska renskötselområdet.

I Finland har såväl finnar som samer flerhundraåriga traditioner att bedriva renskötsel, varför detta inte betraktas som någon specifikt samisk näring. Alla som är medborgare i ett land inom EES och har varaktig hemort inom renskötselområdet kan äga renar (körrenar får dock ägas oberoende av hemort). Renskötselområdet omfattar den nordligaste tredjedelen av Finland, det vill säga Lapplands län, med undantag av vissa kommuner (Kemi, Torneå och Keminmaa), samt delar av Uleåborgs län (länen har avskaffats, men lagen har inte ändrats att ta hänsyn till detta). Inom renskötselområdet får renskötsel, med vissa begränsningar, bedrivas oberoende av vem som äger marken.
Alla renägare som utövar renskötsel måste vara medlem i ett renbeteslag, varav det finns 56 stycken i Finland. Renbeteslagen har fastställda gränser. Det är renbeteslagets skyldighet att sköta renarna och se till att de inte orsakar skada och går in på något annat renbeteslags område.

### Historisk bakgrund
Merparten av det finländska renskötselområdet har historiskt hört till Kemi lappmark medan en mindre del har hört till Torne lappmark – områden som fram till början av 1600-talet uteslutande var bebodda av samer. Dessa samer bedrev dock inte någon mer omfattande renskötsel utan levde mestadels på jakt (främst efter vildren och bäver) och fiske. Tamrenar förekom framför allt som dragdjur medan mjölkhushållning, som på svensk sida, inte verkar ha förekommit. Under perioden 1605–1609 uppgick det totala antalet tamrenar i Kemi lappmark till mellan 250 och 420, vilket innebar att varje skattande same hade i genomsnitt högst fyra renar. Kemi lappmark omfattade dock vid den här tidpunkten inte det av fjällsamer dominerade Utsjoki, där merparten av den samiska renskötseln i Finland har utövats i senare tid.
Från och med första halvan av 1600-talet började finska svedjebrukare att bosätta sig i Kemi lappmark, vilket medförde att samerna successivt trängdes undan eller assimilerades. Nykomlingarna började bedriva en mer omfattande renskötsel än de gamla jägar- och fiskarsamerna. Omkring 1750 fanns 3 620 tamrenar i Kemi lappmark, varav 2 000 i Kitka och Maanselkä, där samerna redan helt försvunnit. I Sompio och Enare, de områden där den gamla samiska kulturen levde kvar längst, fanns däremot bara 120 respektive 500 renar.
Nybyggarna och bönderna i Kemi lappmark utvecklade alltså en renskötsel som förenades med gårdsbruk och nötboskapsskötsel. Om somrarna släpptes renarna helt lösa och förorsakade därmed mindre skada på myrängar och odlingar än om de gått samlade i hjordar. De förmögnare bönderna kunde ha 50 vajor och lika många härkar.

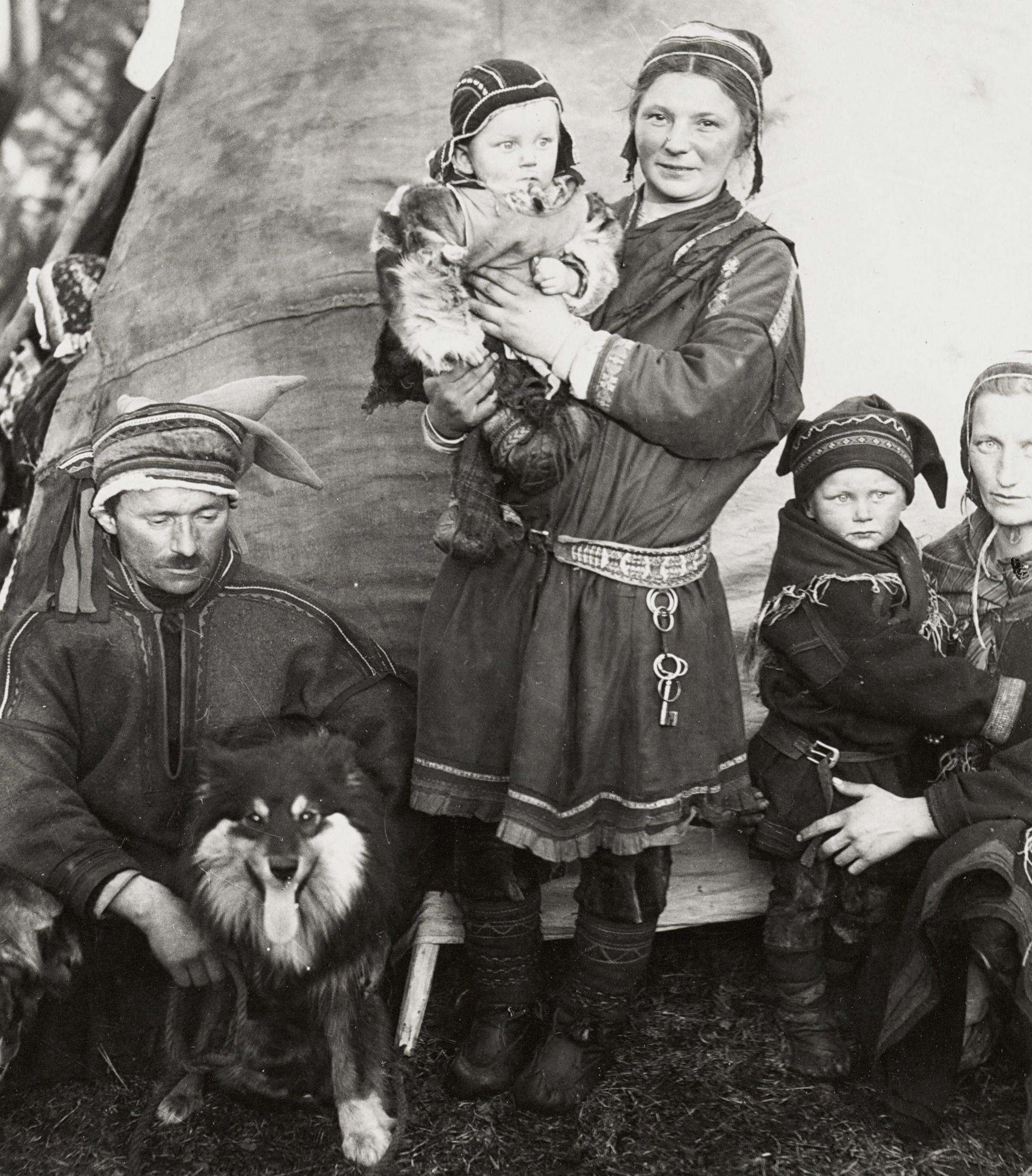
Fjällsamer i Finland 1936.

När riksgränsen mellan Sverige och Danmark-Norge fastställdes genom Strömstadstraktaten 1751 kom hälften av det gamla Utsjoki pastorat att höra till den finska lappmarken. Under århundradets andra hälft utökade de renskötande fjällsamerna på norska sidan sina renhjordar betydligt och började i allt större utsträckning flytta till vinterbetesmarker i norra Finland (Utsjoki och Enare). Enstaka samer flyttade också från Jukkasjärvi i Sverige till Enontekis i Finland. Somrarna tillbringade dessa samer vid den norska Ishavskusten. Härigenom infördes en ny form av helnomadiserande renskötsel till norra Finland.
I samband med Strömstadstraktaten hade samerna garanterats rätt att överskrida den fastställda gränsen genom lappkodicillen. När Finland övergick från svenskt till ryskt styre genom freden i Fredrikshamn 1809 ansåg sig Ryssland emellertid inte längre vara bundet av detta. Flyttningarna över gränsen fortsatte ändå under en tid, men förutsättningarna förblev oreglerade. På 1830-talet uppgav Jakob Fellman att renskötande samer inom den finska lappmarken enbart fanns i Utsjoki, Enare och Enontekis. I Utsjoki fanns omkring 25 renskötarhushåll vilka delade renbetesmarker med de norska samerna. De var helnomadiserande och vistades vintertid på finskt område, sommartid vid antingen den norska eller den ryska Ishavskusten. Det totala antalet renar i Utsjoki uppskattades till 15 000. I Enare fanns sex renskötarhushåll, alla inflyttade från Utsjoki. Dessa bodde vintertid i Enare och sommartid vid den ryska Ishavskusten, väster om Murmanskfjorden. Även i Enontekis fanns ett fåtal samiska renskötarhushåll vilka sommartid vistades i Norge.
De norska samernas hjordar fortsatte att växa och vinterbetet på den finländska sidan blev allt knappare, vilket ledde till diplomatiska förhandlingar om samernas rätt att överskrida gränsen. Ryssland krävde att alla samer på finska sidan – alltså inte bara de renskötande – skulle få rätt att fiska vid den norska kusten på samma villkor som norska medborgare. Förhandlingarna strandade, vilket ledde till att Ryssland den 15 september 1852 förbjöd norska medborgare att föra sina renar på vinterbete i Finland. Vissa norska samer hade då redan flyttat till Enare för gott, medan många av dem som blev kvar på norska sidan förlorade sina vinterbeten och tvingades minska sina hjordar kraftigt.
Svenska medborgare kunde däremot ännu några decennier obehindrat röra sig över gränsen mot Finland med sina renar. Mellan 1852 och 1872 flyttade därför närmare 300 personer med drygt 20 000 renar från norska Kautokeino till svenska Karesuando för att kunna utnyttja vinterbeten på finska sidan. Från och med den 1 september 1889 förbjöd Ryssland emellertid även svenska samer att låta sina renar vinterbeta i Finland. I samband med dessa ändrade förhållanden inflyttade flera renskötande samefamiljer för gott från både Norge och Sverige till Sodankylä, Enontekis och Muonio.
Parallellt med den samiska renskötseln fortsatte hela tiden finska gårdsbrukare att utöva sin form av renskötsel. Enligt Jakob Fellman fanns i början av 1800-talet renar i alla byar i Sodankylä och Kuusamo pastorat samt i Kuolajärvi kapellförsamling (Salla). I Sodankylä fanns oftast bara några tiotal, ibland några hundratal renar i varje by, men i Kuusamo kunde byarna ha över 1 000 renar. Jakob Fellman skrev om Kuusamo pastorat: "Än större [än boskapsskötseln] är dock avkastningen av renhjordarna, vilka lämna kött, hudar och horn till avsalu. Även såsom dragare är renen oumbärlig i denna glest bebodda trakt, där snön ligger djup..."
På 1960-talet var ungefär en tredjedel av renarna i Finland ägda av samer, medan övriga ägare var finska småbrukare och skogsarbetare som hade renskötseln som binäring.

### Aktuella förhållanden

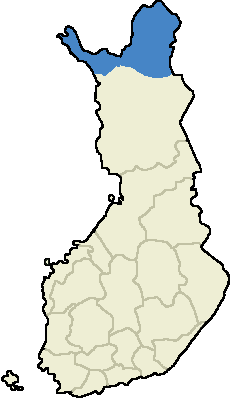
Samernas hembygdsområde.

I den nordligaste delen av renskötselområdet, det så kallade samernas hembygdsområde, har samerna alltid dominerat renskötseln och gör det fortfarande, men deras andel minskar ju längre söderut man kommer. Renskötseln bedrivs också under lite olika former, med större hjordar och färre ägare i norr, mindre hjordar och fler ägare i söder. År 2002 fanns 5 485 renägare i Finland, varav 57 % i den södra delen av renskötselområdet. I det samiska området fanns omkring 500 renägare som ägnade sig åt renskötsel på heltid och ungefär lika många på deltid. Det totala antalet tamrenar uppgick till omkring 200 000, vilket är nära det högsta tillåtna renantalet på 203 700 djur som fastställts av jord- och skogsbruksministeriet. Antalet renar per renägare är begränsat till 500 djur i norr och 300 i söder. Någon flyttning med renarna till Norge eller Ryssland förekommer inte längre, eftersom gränserna är stängda med stängsel.

## Renskötsel i Ryssland

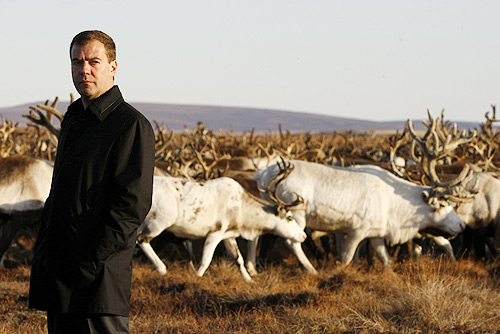
Den dåvarande ryske presidenten Dmitrij Medvedev besöker renskötare i Tjukotka 2008.

Under 1930-talet kollektiviserades den tidigare familjebaserade renskötseln i Ryssland, i linje med den rådande ideologin inom Sovjetunionen. Familjerna tvingades i stor utsträckning slå ihop sina hjordar till större enheter som till en början ägdes av kolchoser men så småningom mestadels av sovchoser. Kollektiviseringen drevs längst i nordöstra Ryssland, där merparten av tamrenarna blev statsägda, men var mindre uttalad i nordväst, där ett visst privat ägande levde kvar. Renskötseln mekaniserades och renskötarna började använda traktorer, snöskotrar, helikoptrar, radioutrustning med mera. Samtidigt agerade staten för att få de dittills nomadiserande renskötarna och renjägarna att slå sig ned i permanenta bosättningar. Där fick familjerna tillgång till sjukvård, utbildning, pension och andra sociala förmåner. Under perioden 1969–1988 minskade den nomadiserande befolkningen från 21 400 till 13 300 personer.
Efter Sovjetunionens sönderfall 1991 inleddes en allmän utveckling i riktning mot marknadsekonomi i Ryssland. Mängder av renar överfördes från de allmänt ägda renskötselföretagen till renskötarfamiljer, och 2003 var hälften av alla tamrenar privatägda. Samtidigt har den infrastruktur som kom renskötarna till del under Sovjettiden brutits upp. Antalet fordon har minskat, bränslepriserna har stigit och kontakterna med omvärlden har blivit svårare. De leveranser av matvaror och post till renskötselområdet som tidigare organiserades från centralt håll förekommer inte längre. Många renskötare i Ryssland har därför återgått till ett mindre mekaniserat och mer isolerat liv. Antalet nomader har också ökat och uppgick 1996 till 17 100 personer, de flesta i Jamalo-Nentsien, där också de flesta tamrenarna finns.
Mellan 1970 och 1999 minskade antalet tamrenar i Ryssland med nästan 50 %. Nedgången har därefter fortsatt. År 2006 beräknades antalet tamrenar i Ryssland till 1,66 miljoner, vilket kan jämföras med 2,3 miljoner år 1990. Nedgången märks hos alla sibiriska folkslag utom nentserna. Minskningen beror delvis på allmänt sämre ekonomiska förhållanden efter Sovjetunionens fall, men en annan mycket viktig orsak är att antalet vildrenar ökat, vilket dels medfört att tamrenar givit sig iväg, dels att vildrensjakt blivit ett lönsamt alternativ till renskötseln. Vissa grupper, som nganasanerna på Tajmyrhalvön, har helt övergivit renskötseln och livnär sig på kommersiell vildrensjakt.

## Renskötsel i Nordamerika

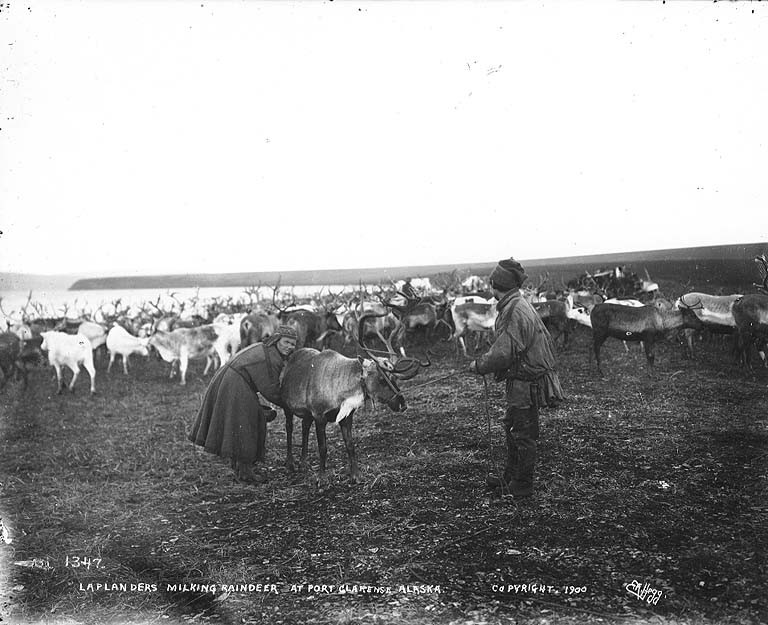
Samer mjölkar renar vid Port Clarence i Alaska 1900.

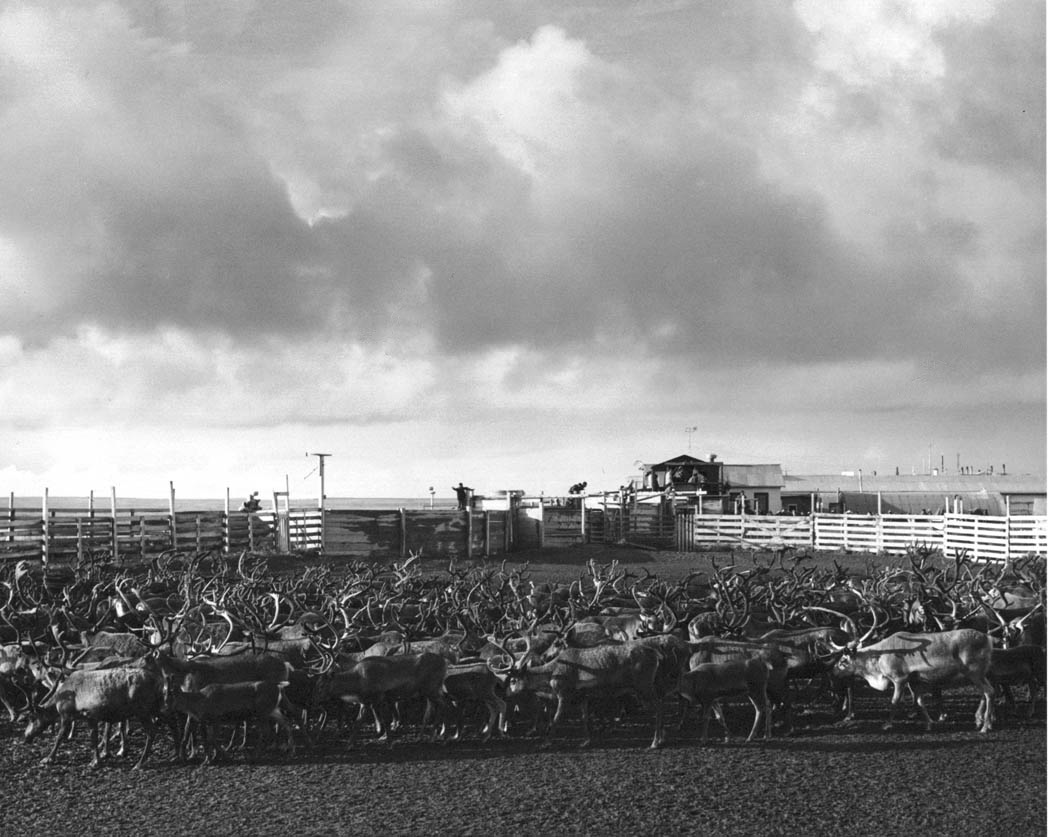
Renar i gärde på Nunivak Island i Alaska.

I slutet av 1800-talet infördes renskötseln till flera platser i arktiska Nordamerika för att underlätta urbefolkningens försörjning. Till Alaska skeppades tamrenar från Sibirien och renskötande tjuktjer följde med som lärare. Även om renarna trivdes och förökade sig slog försöket inte så väl ut, och därför rekryterades senare samiska renskötare från Skandinavien för att lära ut sina metoder. Detta fungerade bättre, och många eskimåer började ägna sig åt renskötsel. Samerna blev i många fall kvar i det nya landet.
För närvarande (2004) bedrivs renskötsel endast inom några mindre områden i Nordamerika, bland annat omkring Mackenzieflodens delta i Kanada, på Sewardhalvön i Alaska samt på några små öar som hör till Alaska (en av Pribiloföarna och Nunivak Island). I Alaska regleras renskötseln av Reindeer Act från 1937, som anger att näringen i första hand är till för urbefolkningen, men detta har börjat luckras upp på senare år. Näringen är dock på nedgång. På Sewardhalvön har antalet tamrenar minskat dramatiskt sedan 1990-talet eftersom de ger sig iväg med vildrenar från Western Arctic Caribou Herd, som utvidgat sitt utbredningsområde. År 2004 fanns 18 renfarmer på Sewardhalvön med sammanlagt omkring 10 000 tamrenar.

## Renskötsel på Grönland
På Grönland har renskötsel bedrivits sedan 1952, då tamrenar infördes från Norge till Kapisillit. Det mesta av den renskötsel som därefter utvecklades har sedermera lagts ned, vilket innebär att tamrenarna har förvildats och blivit jaktbart vilt vid sidan av den inhemska vildrenen (caribou). År 2004 fanns renskötsel bara kvar i Isortoq på södra Grönland, där den bedrevs av en grönländare och en islänning och försörjde sammanlagt elva personer. Det totala antalet renar uppgick till några tusen.

## Rarkning
Renskiljning, eller rarkning, innebär att en hjord av renar delas upp mellan sina ägare.
Huvudartikel: Renskiljning